# Gabriel Simo
Gabriel Simo (ur. 15 marca 1937 w Bapa, zm. 24 listopada 2017 w Bamengoum) – kameruński duchowny katolicki, biskup pomocniczy Bafoussam w latach 1994–2013.

## Życiorys
Święcenia kapłańskie otrzymał 27 marca 1966.

## Episkopat
26 stycznia 1987 papież Jan Paweł II mianował go biskupem pomocniczym archidiecezji Douala oraz biskupem tytularnym Sereddeli. Sakrę otrzymał 26 kwietnia 1987.
11 listopada 1994 został biskupem pomocniczym diecezji Bafoussam, a od 14 września 2013 był biskupem seniorem tej diecezji.